# إيوين فان ديشويك
إيوين فان ديشويك (بالهولندية: Ewine van Dishoeck)‏ (ولد في 13 يونيو 1955 في ليدن) هي عالمة فلك هولندية.